# 김추리
김추리(金秋里, 1990년 8월 2일 ~ )는 대한민국의 뮤지컬배우 겸 가수다.

## 개요
'김추리'는 Mnet '너의 목소리가 보여 시즌 5'에 출연해 '품바 여신'으로 이름을 알렸으며, TV조선 '미스트롯 시즌1'에서는 현역부로 출연해 실력파임을 입증하여 장르를 넘나드는 가창력을 뽐낸 가수다. 김추리의 인생의 롤모델은 아버지다.

## 데뷔
2008년 7월 29일 MBC 드라마 '춘자네 경사났네' OST '소녀'로 데뷔했다. 19세 때 지인으로부터 오디션 정보를 받고 학교를 조퇴하고 오디션장을 갔는데 가방을 메고 간 김추리의 모습이 작업을 해야하는 노래 ‘소녀’와 너무 잘 어울려 바로 합격을 했다.

## 생애
아버지는 연극 “품바”의 창시자 김시라(김천둥)이고, 어머니는 연극배우이자 기획자이고 공연장 대표 박정재이다. '김추리'라는 이름은 '크리스마스 트리'를 의미하기도 하고 '황금 나무'라는 의미로 아버지가 秋(가을 추), 里(마을 리)로 지었다고 한다. 어렸을 때 집 앞에 대학로 소극장이 있어 매일같이 공연장에 놀러갔다.  김시라가 1981년 1인극 '품바'를 만들어 공연을 시작한 후 김추리가 9세 때 뮤지컬 형식으로 만들었고 김추리는 이때 판소리를 배워 아역으로 무대에 올랐다. 배우 최종원, 박철과 함께 연극무대에 오르며 이미 그의 재능을 선보였다. 판소리 선생이 집에 방문하여 온 가족이 모두 배웠다. 초등학교 5학년 때 아버지 김시라가 심장마비로 사망했는데, 그 전까지는 품바 공연하던 모습을 보며 자랐다. 뮤지컬 배우가 되겠다고 결심한 건 고등학교 때부터다. 어릴적 부터 가수를 꿈을 갖고 가수로 무대에 서고 싶었지만, 청소년기가 되서는 사람들 앞에 선다는 것이 부끄럽기도 했다. 여고시절 어머니가 연극을 해보라고 권유했으며, 가수를 꿈꾸던 김추리는 연기와 노래를 함께 할 수 있는 뮤지컬을 선택했으며 대학교도 뮤지컬학과를 선택했다. 노래도 좋아하고, 연기도 좋아하는 그녀에게 '뮤지컬'은 최상의 선택이었다. 무대공포증이 없는 유전적 체질과 집안내력도 무시할 수 없다. 19세에 뮤지컬곡 가이드 녹음 알바를 했는데 작곡가으로부터 오디션 정보를 받고 학교를 조퇴하고 오디션장을 갔는데 가방을 메고 간 김추리의 모습이 작업을 해야하는 노래 ‘소녀’와 너무 잘 어울려 바로 합격을 했다.  2008년 MBC 드라마 “춘자네 경사났네” ost ‘소녀’로 정식 데뷔했다. 다양한 무대에서 배우로 활동을 하는 중에도 가요 및 트로트 앨범 준비도 병행했으며 좌절되며 많은 시간을 허비하기도 하였다. 2018년 4월 20일 방영된 Mnet 《너의 목소리가 보여 시즌5》에 '품바여신'으로 참가해 '품바'를 선보였는데 당시 실시간 검색어 1위를 했다.

## 앨범
- 2008.07.29. 컴필레이션(옴니버스) OST 《춘자네 경사났네 OST》 수록곡 〈소녀 (少女)〉(작사/작곡: LAKHAN, 장르: 발라드/국내 드라마, 발매사: 주식회사 블렌딩, 기획사: 아이엠비씨(iMBC))[24]
- 2009.11.06. 컴필레이션(옴니버스) OST 《인연만들기 OST》 수록곡 〈그대로 멈춰라〉(작사/작곡: LAKHAN, 장르: 발라드/국내 드라마, 발매사: 카카오엔터테인먼트, 기획사: 제이본엔터테인먼트)
- 2021.02.19. 싱글 OST 《이별유예, 일주일 OST Part.6》 수록곡 〈Like A Star〉(작사/작곡: 필승불패, 장르: 발라드/국내 드라마, 발매사: (주)블렌딩, 기획사: SBS미디어넷, 스타앤트리이엔티)
- 2021.02.26. 컴필레이션(옴니버스) OST 《이별유예, 일주일 OST》 수록곡 〈Like A Star〉(작사/작곡: 필승불패, 발매사: (주)블렌딩, 기획사: SBS미디어넷, 스타앤트리이엔티)
- 2021.08.31. 싱글 지천태 《머시 꺽정인가》 수록곡 〈머시 꺽정인가〉(작사: 김현재/김민성, 작곡: 장우준/김민성, 편곡:LawTin, 장르: 댄스, 발매사: 왓챠뮤직퍼블리싱, 기획사: 주식회사 아크라엠앤씨)
- 2021.09.02. 싱글 OST 《두 번째 남편 OST Part.2》 수록곡 〈Bye Bye〉(작사: 마상우/김의용/키맨, 작곡: 마상우/김의용/키맨, 편곡: 김의용/키맨, 장르: 발라드/국내 드라마, 발매사: (주)블렌딩, 기획사: MBC C&I / 스타앤트리이엔티)
- 2021.10.09. 싱글 《김추리 1st single Album》 수록곡 〈족적 한번 남겨야지〉(장르: 트로트, 작사: 장우준/김추리, 작곡: 장우준/구희상, 편곡: 구희상), 〈갈고리 달〉(작사: 이창민, 작곡: 이창민/문6uoy, 편곡: 문6uoy) (발매사: (주)블렌딩, 기획사: 엠브로스 엔터테인먼트)
- 2021.12.14. 싱글 지천태 《오 자네왔능가》 수록곡 〈오 자네왔능가〉(작곡: 장우준(JANGWOOJUN)/김민성, 작사: 장우준(JANGWOOJUN)/김민성, 편곡: LawTin, 장르: 댄스, 발매사: 주식회사 블렌딩, 기획사: 주식회사 아크라엠앤씨)
- 2022.04.16. 컴필레이션(옴니버스) OST 《두 번째 남편 OST》 수록곡 〈Bye Bye〉(작사: 마상우/김의용/키맨, 작곡: 마상우/김의용/키맨, 편곡: 김의용/키맨, 장르: 발라드/국내 드라마, 발매사: (주)블렌딩, 기획사: MBC C&I / 스타앤트리이엔티)
- 2022.05.18. 싱글 지천태 《영광에 살어리랏다 (Feat. 김추리)》 수록곡 〈영광에 살어리랏다 (Feat. 김추리)〉(작사: JANG WOO JUN/BANG JUNG MIN, 작곡: JANG WOO JUN/BANG JUNG MIN, 편곡: JANG WOO JUN, 장르: 댄스, 발매사: 주식회사 블렌딩, 기획사: 주식회사 아크라엠앤씨)
- 2022.12.22. 싱글 지천태 《산타아빠》 수록곡〈산타아빠〉(작사: 김추리/김현재, 작곡: 장우준(JANGWOOJUN)/권상미/exactly, 편곡: 권상미/exactly, 장르: 발라드, 발매사: 3.14, 기획사: 극단가가의회)
- 2024.04.04. 싱글 《HOPE IS COMING》 수록곡〈HOPE IS COMING〉(작사/작곡: 김현재, 편곡: 이용, 장르: 댄스, 발매사: 3.14, 기획사: (사)한국서비스표준진흥원)
- 2024.08.04. 싱글 《멋지다》 수록곡〈멋지다〉(작사:박진복, 작곡:문선수, 편곡:문선수/최준원, 장르: 성인가요/트로트, 발매사: 카카오엔터테인먼트, 기획사: 박라인 엔터테인먼트/엠브로스 엔터테인먼트)[25]

### CM송
- 2024.11.21. 컴필레이션(옴니버스) 《땅끝을 노래하다, 해남의 노래》수록곡〈땅끝에 가자〉(장르: 발라드, 작사: 정현정, 작곡: 서정수)[26][27]

## 활동
- 2008년 고등학교 3학년 때 뮤지컬곡 가이드 녹음 알바를 하고 있었는데, 담당 작곡가로 부터 드라마 OST 오디션 참가 권유를 받고, 학교를 조퇴하고 교복을 입고 책가방을 멘채 오디션장에 갔다. 당시 나와있던 곡이 ‘소녀’였는데[28] 가방을 메고 간 김추리의 모습이 작업을 해야하는 노래 ‘소녀’와 너무 잘 어울려 바로 합격을 했다.  2008년 7월 29일 MBC 드라마 “춘자네 경사났네” ost ‘소녀’로 정식 데뷔했다.[29]

- 2011년 김추리는 아버지를 뒤를 이어 “품바”로 무대에 오르기도 했다. 초연 30주년을 맞아 품바를 현대적으로 각색해 무대에 올린 공연에서 김추리는 기생, 아줌마, 남자 아이 등 1인 다역인 여자 멀티 역을 맡아 화제가 됐다.[30]

- 김추리는 백재현 연출의 눈에 띄어 “루나틱”의 여주인공(정신과 의사 굿닥터) 역을 맡아 열연했다.[31]

- 2018년 4월 20일 Mnet “너의 목소리가 보여 시즌5”미스터리 싱어 ‘품바여신’으로 참가했다.[32] 많은 가요계 관계자들은 “탁월한 가창력에 한이 담겨있는 호소력 짙은 보이스와 예쁜 외모는 ‘너.목.보’ 패널들뿐만 아니라 많은 시청자들의 머릿속에 각인 되었고 그렇게 ‘김추리’라는 이름이 세상에 알려졌다.”고 설명했다.[33] 김추리는 4월 20일 개인 인스타그램에 한 포털사이트 실시간 검색어 1위에 오른 소감을 밝혔다. 김추리는 "많은 분들이 인증샷 보내주셨어요"라며 "실검 1위 했습니다! 감동의 도가니. 감사합니다"고 전했다.[34]

- 2019년 2월 28일 TV조선 《내일은 미스트롯》 1회에 ‘현역부 B조’로 참가해 나훈아의 ‘무시로’를 편곡해 무대에 올랐다.[35] 김추리는 뛰어난 보컬실력으로 모두를 감동에 젖게 만들었다. 그녀의 묵직한 ‘무시로’는 사람들의 마음을 울렸지만 장윤정은 하트를 주지 않았다. 장윤정은 “가수 오디션이었으면 당연히 눌렀는데 ‘미스트롯’이지 않나. 트로트 무대가 이렇게 훌륭한 무대만 있는게 아니다.”라며 “트로트를 하려면 트로트의 발성에 대한 공부를 해야할 것 같아 아쉬움이 남았다. 하지만 최고의 보컬”이라고 심사소감을 밝혔다.[36] 조영수는 "덤덤하게 내뱉는데 울컥한다"며 감동을 표했다.[37]

- 2020년 11월 30일 서울 삼성동 라마다 호텔에서 진행된 “2021 BTV 춘절만회 한국 오디션” 최종 결선에서 최종 3인에 발탁됐다. 한국에서는 10월 부터 비대면 1차 오디션과 2차, 3차의 오디션을 거쳤으며 11월 30일 최종 결선에 10팀이 무대에 올랐다. 최종 심사 결과를 거친 김추리, 루이스 초이(뮤지컬배우), 정민혁은 한국 대표 최종 3인으로 발표됐다. 이들은 BTV 춘절만회 오디션에 한국 대표로서 참가할 자격이 주어졌다.[38][39] 그러나 코로나19 팬데믹으로 중국 오디션은 불발됐다.

- 2021년 MBN “헬로트로트 ”에 참가했는데 Top42(34위)를 했다.

## 방송
- 2018.04.20. Mnet 《너의 목소리가 보여 시즌5》'품바여신'으로 참가[40]
- 2019.02.28. ~ 2019.05.02. TV조선 《내일은 미스트롯》 - Top94
- 춘절만회 (2021) - 참가자
- 헬로트로트 (2021) - Top42(34위)
- 가요무대
  - (2023) - 1815회, 1824회
  - (2024) - 1866회

## 전시회
- 2024.12.25. ~ 12.30. 《훈산예술회 감나무집 식구들 작품전》(갤러리미래)[41][42]

## 광고
- 2020.08.27. 제니튼 스타치약 광고모델[43][44]

## 영화
- 2017.12.14. 《빈센트》 조연[45]

## 뮤지컬
- 2010년 ~ 2012년 《루나틱》 정신과의사 굿닥터 역[46]

## 연극
- 2016.06.17. ~ 2016.06.26. 원로연극제 - 《신궁(神弓)》아르코예술극장 대극장, 쪼깐년 역[47]
- 2022.02.26 ~ 27. 명품악극《불효자는 웁니다 - 부산》 하늘연극장, 주인공 옥자 역
- 2022.03.12 ~ 13. 명품악극《불효자는 웁니다 - 거제》 거제문화예술회관 대극장, 주인공 옥자 역
- 2024.04.02.  명품악극《불효자는 웁니다 - 김해》 김해서부문화센터 하늬홀, 주인공 옥자 역[48]

- 2024.04.09 ~ 10.  명품악극《불효자는 웁니다 - 대구》 아양아트센터 아양홀, 주인공 옥자 역[49]
- 2024.04.16 ~ 17.  명품악극《불효자는 웁니다 - 창원》 MBC경남창원본부, 주인공 옥자 역
- 2024.05.05.  명품악극《불효자는 웁니다 - 인천》 남동소래아트홀, 주인공 옥자 역[50]
- 2024.05.07 ~ 08.  명품악극《불효자는 웁니다 - 경주》 경주예술의전당 화랑홀, 주인공 옥자 역
- 2024.05.14.  명품악극《불효자는 웁니다 - 밀양》 밀양아리랑아트센터, 주인공 옥자 역
- 2024.05.14.  명품악극《불효자는 웁니다 - 부천》 부천시민회관대공연장, 주인공 옥자 역
- 2022.06.12.  명품악극《불효자는 웁니다 - 서울》 강동아트센터 대극장 한강, 주인공 옥자 역[51]
- 2024.07.02.  명품악극《불효자는 웁니다 - 대전》 충남대학교 대덕캠퍼스 국제문화회관 정심화홀, 주인공 옥자 역

## 수상
- 2020년 중국 BTV(베이징TV) 《춘절만회》한국대표 최종3인

## 학력
- 우촌초등학교
- 서울대학교 사범대학 부설여자중학교
- 2006. 성신여자고등학교
- 2009. 동아방송예술대학 공연예술

## 경력
- 2019.10.18. 《대한민국청소년영상체험학습전》강사[52]

## 기타
- 반려견 : 털순이(호두)[53]
- 별명 : 품바여신, 메추리, 제비추리, 김추자[54]